# Вангуляншор
Вангуляншор (устар. Вангулян-Шор) — река в Берёзовском районе Ханты-Мансийского автономного округа. Устье реки находится в 57 км по правому берегу реки Народа. Длина реки составляет 16 км.

## Данные водного реестра
По данным государственного водного реестра России относится к Нижнеобскому бассейновому округу, водохозяйственный участок реки — Северная Сосьва, речной подбассейн реки — Северная Сосьва. Речной бассейн реки — (Нижняя) Обь от впадения Иртыша.